# Serge Tour-Sarkissian
Pour les articles homonymes, voir Sarkissian.
Ne doit pas être confondu avec Serge Sarkissian.
Serge Tour-Sarkissian (né à Beyrouth en 1965) est un homme politique libanais d’origine arménienne.
Diplômé en droit, il est proche de Rafiq Hariri, qui le prend sur sa liste électorale pour l'élection législative à Beyrouth en 2000. Il est élu député arménien catholique de la capitale.
Il conserve son siège en 2005, après la Révolution du Cèdre, et appartient au bloc du Courant du Futur dirigé par Saad Hariri.